# Giulio Briccialdi

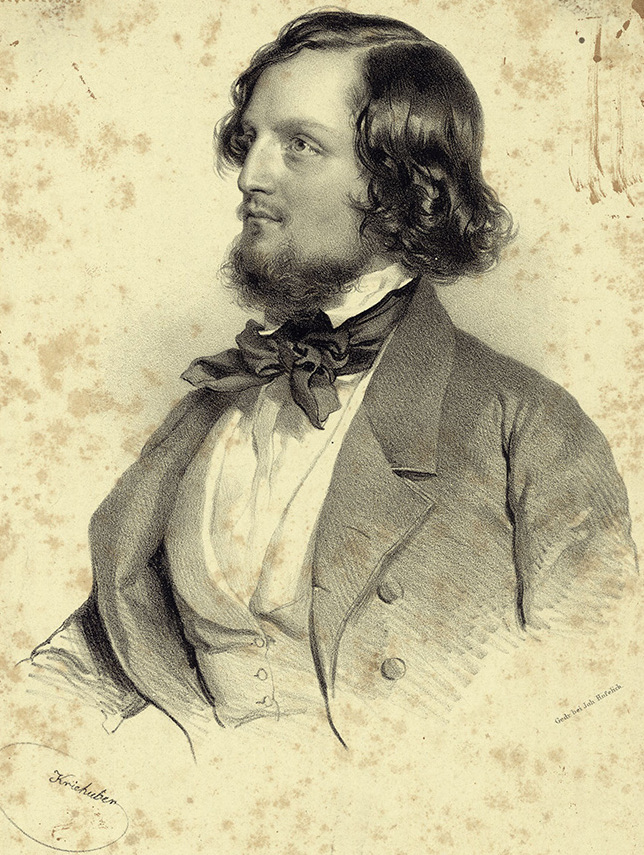
Giulio Briccialdi, Lithographie von Josef Kriehuber, 1842

Giulio Briccialdi (* 2. März 1818 in Terni; † 17. Dezember 1881 in Florenz) war ein italienischer Flötist, Komponist und Flötenbauer.

## Leben und Werk
Briccialdi erhielt ersten Flötenunterricht von seinem Vater, der allerdings früh verstarb. Nach dessen Tod sollte er auf Familienwunsch Geistlicher werden, der elfjährige Giulio entzog sich diesem Ansinnen jedoch durch Flucht nach Rom. Dort wurde er Theaterflötist und nahm Kompositionsunterricht bei einem Sänger der Sixtinischen Kapelle.
Als 17-Jähriger erhielt er das Diplom der Accademia di Santa Cecilia. 1836 übersiedelte er nach Neapel und war dort zeitweilig Flötenlehrer des Grafen von Syrakus (Bruder von Ferdinand II. von Sizilien). Reisen als Virtuose führten ihn nach Mailand (1839), Wien (1841) und später bis nach Amerika. Für längere Zeit hielt er sich auch in London auf. 1847 traf er mit dem Flötenbauer Theobald Böhm in München zusammen und konstruierte in der Folge eine auf dessen Modellen basierende Weiterentwicklung (Hinzufügung einer – bis heute gebräuchlichen – Daumen-Doppelklappe). Im selben Jahr gab er als Konzertmeister im Verbund mit einer italienischen Operntruppe Vorstellungen im Stadttheater Augsburg, mit der er in einem Gastspielzyklus u. a. Gaetano Donizettis Belisario aufführte. 1870 bis zu seinem Tod wirkte er als Professor für Flöte am Konservatorium Florenz. Dort begründete er eine Werkstatt, in der Böhm-Flöten nach seinen eigenen Entwürfen hergestellt wurden.
Briccialdi schrieb insbesondere Unterrichtswerke für Querflöte sowie zahlreiche Opernfantasien für Flöte und Klavier, außerdem 3 Flötenkonzerte. Unter seinen kammermusikalischen Werken finden sich auch zwei Bläserquintette. Seine einzige Oper Leonora de' Medici (Mailand 1855) blieb erfolglos.
Der am 9. Februar 1996 entdeckte Asteroid (7714) Briccialdi trägt seit 1998 seinen Namen.